# Turdus
- Commons
- Wikispecies

Turdus é um género de aves da família Turdidae, que engloba 66 espécies de melros, tordos, caraxués e sabiás de médio e grande porte, caracterizados pelas suas cabeças arredondadas e longas asas pontiagudas, e por geralmente possuirem um canto melodioso. A distinção entre melros e tordos não é baseada em dados biológicos e é puramente cultural e linguística, variando de língua para língua.
Na classificação de Linnaeus, as aves do género Turdus foram a base da criação da família Turdidae, da qual eram o género tipo. Entretanto, no início da década de 1990, baseando-se em técnicas avançadas de biologia molecular que medeiam a hibridização do DNA, a taxonomia de Sibley-Ahlquist propôs a inclusão deste grupo na família Muscicapidae, transformando a antiga família Turdidae na subfamilia Turdinae. No entanto, a fiabilidade da metodologia usada e a relevância dos resultados obtidos é contestada por vários especialistas em observação de aves, e em algumas classificações mais recentes, como a proposta por James Clements, a família Turdidae é restaurada.
O grupo tem uma distribuição geográfica vasta e ocorre em África, maioria das ilhas atlânticas, Caribe, Américas e na totalidade da Eurásia, incluindo Japão e Filipinas. O género Turdus está, de forma geral, ausente da região da Australásia, onde ocorrem apenas o melro-preto, introduzido na Austrália e Nova Zelândia, e as muitas subespécies de T. poliocephalus, que habitam a Nova Guiné e ilhas circundantes.
Os Turdus são aves que se adaptam bem a habitats diversos, desde as estepes da Sibéria à floresta tropical da Amazónia. Preferem zonas arborizadas e podem ocupar com sucesso ambientes urbanos. Têm alimentação onívora.

## Espécies
- T. albicollis (Sabiá-coleira)
- T. flavipis (Sabiá-una) *T. albocinctus
- T. amaurochalinus (Sabiá-poca)
- T. assimilis
- T. atrogularis
- T. aurantius
- T. bewsheri
- T. boulboul
- T. cardis
- T. celaenops
- T. chiguanco
- T. chrysolaus
- T. dissimilis
- T. falcklandii (Zorzal-patagônico)
- T. feae
- T. fulviventris
- T. fumigatus (Sabiá-da-mata)
- T. fuscater
- T. grayi (Tordo-pardo)
- T. haplochrous
- T. hauxwelli (Sabiá-bicolor)
- T. helleri
- T. hortulorum
- T. ignobilis (Caraxué-de-bico-preto)
- T. iliacus (Sabiá-ruivo)
- T. infuscatus
- T. jamaicensis
- T. kessleri
- T. lawrencii (Caraxué-de-bico-amarelo)
- T. leucomelas (Sabiá-do-barranco)
- T. leucops (Sabiá-preto)
- T. libonyanus
- T. ludoviciae
- T. maculirostris
- T. maranonicus
- T. maximus (Melro-tibetano)
- T. menachensis
- T. merula (Melro-preto)
- T. migratorius (Tordo-americano)
- T. mupinensis
- T. naumanni
- T. nigrescens
- T. nigriceps
- T. nudigenis (Caraxué)
- T. obscurus (Tordo-escuro)
- T. obsoletus
- T. olivaceofuscus (Tordo de São Tomé)
- T. olivaceus
- T. olivater (Sabiá-de-cabeça-preta)
- T. pallidus
- T. pelios (Tordo-africano)
- T. philomelos (Tordo-comum)
- T. pilaris (Tordo-zornal)
- T. plebejus
- T. plumbeus
- T. poliocephalus
- T. ravidus
- T. reevei
- T. rubrocanus
- T. rufitorques
- T. rufiventris (Sabiá-laranjeira)
- T. rufopalliatus (Tordo-de-peito-ruivo)
- " T. sanchezorum" (Sabiá-da-várzea)
- T. serranus
- T. subalaris (Sabiá-ferreiro)
- T. swalesi
- T. tephronotus
- T. torquatus (Melro-de-peito-branco)
- T. unicolor (Tordo-unicolor)
- T. viscivorus (Tordoveia)
- T. xanthorhynchus (Tordo-do-Príncipe)